# Островное (Костанайская область)
Островное (каз. Островное) — село в Сарыкольском районе Костанайской области Казахстана. Входит в состав Сорочинского сельского округа. Код КАТО — 396255400.

## Население
В 1999 году население села составляло 360 человек (173 мужчины и 187 женщин). По данным переписи 2009 года, в селе проживали 244 человека (115 мужчин и 129 женщин).